# Bengkalis
Bengkalis (en indonesio: Kabupaten Bengkalis o Pulau Bengkalis) es una isla y regencia de Indonesia en la provincia de Riau. La regencia, que abarca toda la isla Bengkalis en el Estrecho de Malaca, fue establecida en 1956. La regencia está dividida en 13 subdistritos (o kecamatan) y 24 poblaciones (o kelurahan).
Bengkalis produce diversos recursos naturales, en especial petróleo, y el coco.
Bengkalis abarca toda la isla Bengkalis que se encuentra en el Estrecho de Malaca. El estrecho separa la isla de Bengkalis de Sumatra, así como de la Isla de Padang y la isla Tebing Tinggi. La isla Cubre 929 km² pero la regencia llega hasta 11.481,77 km². Esta última es fronteriza con el estrecho de malaca por el norte, con la regencia de Siak y la de Meranti al sur, con el municipio de Dumai y la regencia de Rokan Hilir y Rokan Hulu al oeste y con la Regencia Meranti al este.